# Cultura ufficiale
La cultura ufficiale è la cultura che riceve legittimazione sociale o supporto da parte delle istituzioni in una società. La cultura ufficiale spesso è identificata con "la cultura borghese".
Secondo il rivoluzionario e fondatore del Situazionismo Guy Debord, la cultura ufficiale è un "gioco truccato", dove il potere dei conservatori impedisce lo sviluppo di idee sovversive e la loro discussione in convegni pubblici. Queste idee vengono sì integrate, ma solamente dopo essere state depauperate e sterilizzate.
Spesso gli scrittori di talento hanno vissuto situazioni conflittuali con il potere politico: Puškin, uno dei più grandi scrittori russi, fece più volte irritare il Governo russo poiché, "invece di essere un buon servitore dello Stato nei ranghi e nelle file dell'amministrazione e lodare le virtù convenzionali nei suoi scritti professionali (se proprio non poteva astenersi dallo scrivere), compose versi estremamente arroganti, estremamente indipendenti e estremamente maliziosi, nei quali una pericolosa libertà di pensiero si evinceva dalla novità dei versi, dall'audacia della sua fantasia sensuale e dalla sua propensione a burlarsi di tiranni grandi e piccoli".